# 交叉骨
交叉骨（英語：Crossbones），本名布洛克·朗姆洛（Brock Rumlow），是漫威漫畫作品中登場的一名虛構超級反派。該角色初次登場時是在《美國隊長》#359（1989年10月）。交叉骨是美國隊長的宿敵之一，其最著名的戰績是在內戰的結尾，他趁機狙擊了在法院外的美國隊長，好讓被紅骷髏催眠了的雪倫·卡特趁機刺殺了美國隊長。

## 人物
交叉骨十分崇拜紅骷髏，於是他拜模仿大師為師，向他學習武術和各種戰鬥技巧，然後加入到當時以紅骷髏的身份活動的艾伯特·馬力克（Albert Malik）的手下。而當真正的紅骷髏出現後，他隨即就轉投其麾下，並替他站在前線與美國隊長交手。
後來交叉骨愛上了紅骷髏的女兒原罪，並替她收集留在地球上的冬之神槌，但原罪的目的其實是要毀滅世界，只是想單純為惡、殺人放火的交叉骨於是將暗中收集到的神槌資料交給奇異博士，讓他來制服原罪好讓世界不被毀滅。

## 其他媒體

### 電影
- 漫威電影宇宙[1]：由法蘭克·葛里洛飾演「交叉骨」布洛克·朗姆洛。
  - 《美國隊長2：酷寒戰士》（2014年）：為神盾局S.T.R.I.K.E.小組的隊長[2]，但實際上是為九頭蛇效力。此時是以本名登場。
  - 《美國隊長3：英雄內戰》（2016年）：在上次的事件過後，對美國隊長有強烈仇恨感，正式以交叉骨身分登場[3]，率領手下在非洲引發騷動，意圖搶走病毒作為生化武器。[4]
  - 《復仇者聯盟4：終局之戰》（2019年）：於2012年時的紐約中出現，當時仍然以本名和神盾局S.T.R.I.K.E.小組的隊長身份登場，在大戰結束後負責接收「奇塔瑞權杖」，後來被來自2023年的美國隊長冒充九頭蛇成員身份接收權杖。

### 動畫
- 《復仇者聯盟之正義出擊》：由弗瑞德・塔塔薛瑞配音[5]。
- 《終極蜘蛛人》：由弗瑞德・塔塔薛瑞配音[6]。
- 漫威電影宇宙：由法蘭克·葛里洛回歸飾演「交叉骨」布洛克·朗姆洛。
  - 《無限可能：假如…？》第一季（2021年）[7]：動畫劇集，配音演出。

### 遊戲
- 《MARVEL未來之戰》：手機遊戲，交叉骨是玩家可使用角色之一。